# Llupia
Llupia [jupja]  ou prononcé en français : [lypja] est une commune française située dans l'est du département des Pyrénées-Orientales, en région Occitanie. Sur le plan historique et culturel, la commune est dans la région des Aspres, un minusule territoire roussillonnais compris entre les sillons de la Têt au nord et du Tech au sud qui tire son nom de la nature caillouteuse de ses sols.
Exposée à un climat méditerranéen, elle est drainée par l'Adou et par deux autres cours d'eau. La commune possède un patrimoine naturel remarquable composé d'une zone naturelle d'intérêt écologique, faunistique et floristique.
Llupia est une commune urbaine qui compte 2 169 habitants en 2022, après avoir connu une forte hausse de la population depuis 1962. Elle est dans l'agglomération de Thuir et fait partie de l'aire d'attraction de Perpignan. Ses habitants sont appelés les Llupianencs ou Llupianenques.

## Géographie

### Localisation
La commune de Llupia se trouve dans le département des Pyrénées-Orientales, en région Occitanie.
Elle se situe à 13 km à vol d'oiseau de Perpignan, préfecture du département, et à 2 km de Thuir, bureau centralisateur du canton des Aspres dont dépend la commune depuis 2015 pour les élections départementales.
La commune fait en outre partie du bassin de vie de Thuir.
Les communes les plus proches sont : 
Terrats (1,4 km), Thuir (1,6 km), Sainte-Colombe-de-la-Commanderie (1,9 km), Trouillas (3,4 km), Ponteilla (3,8 km), Fourques (4,4 km), Castelnou (5,4 km), Passa (5,9 km).
Sur le plan historique et culturel, Llupia fait partie de la région des Aspres. Compris entre les sillons de la Têt au nord et du Tech au sud, ce minuscule territoire roussillonnais tire son nom de la nature caillouteuse de ses sols.

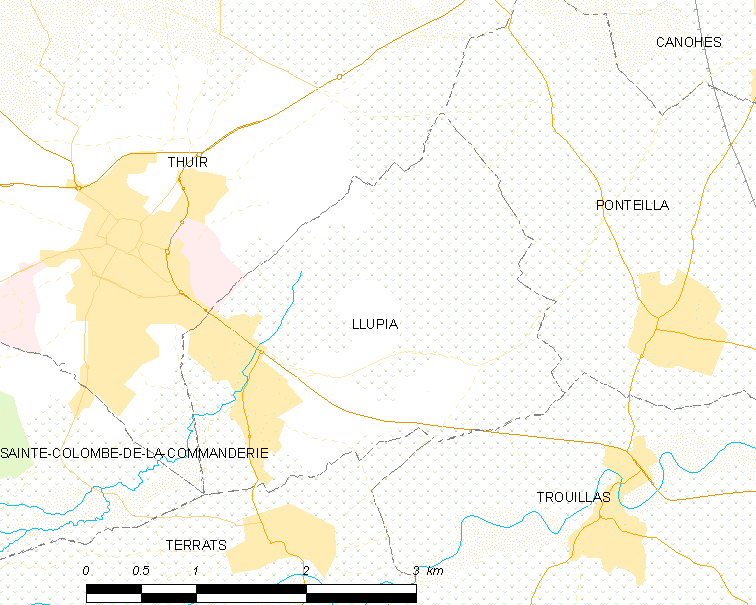
Situation de la commune.

|                                             | Thuir   |           |
| Sainte-Colombe-de-la-Commanderie (sur 25 m) | Llupia  | Ponteilla |
|                                             | Terrats | Trouillas |

### Géologie et relief
La commune est classée en zone de sismicité 3, correspondant à une sismicité modérée.

### Climat
Pour des articles plus généraux, voir Climat de l'Occitanie et Climat des Pyrénées-Orientales.
En 2010, le climat de la commune est de type climat méditerranéen franc, selon une étude du CNRS s'appuyant sur une série de données couvrant la période 1971-2000. En 2020, Météo-France publie une typologie des climats de la France métropolitaine dans laquelle la commune est exposée à un climat méditerranéen et est dans une zone de transition entre les régions climatiques « Pyrénées orientales » et « Provence, Languedoc-Roussillon ».
Pour la période 1971-2000, la température annuelle moyenne est de 14,7 °C, avec une amplitude thermique annuelle de 15,5 °C. Le cumul annuel moyen de précipitations est de 664 mm, avec 5,7 jours de précipitations en janvier et 3,3 jours en juillet. Pour la période 1991-2020, la température moyenne annuelle observée sur la station météorologique la plus proche, située sur la commune de Caixas à 8 km à vol d'oiseau, est de 15,5 °C et le cumul annuel moyen de précipitations est de 729,7 mm,. Pour l'avenir, les paramètres climatiques de la commune estimés pour 2050 selon différents scénarios d’émission de gaz à effet de serre sont consultables sur un site dédié publié par Météo-France en novembre 2022.

### Milieux naturels et biodiversité

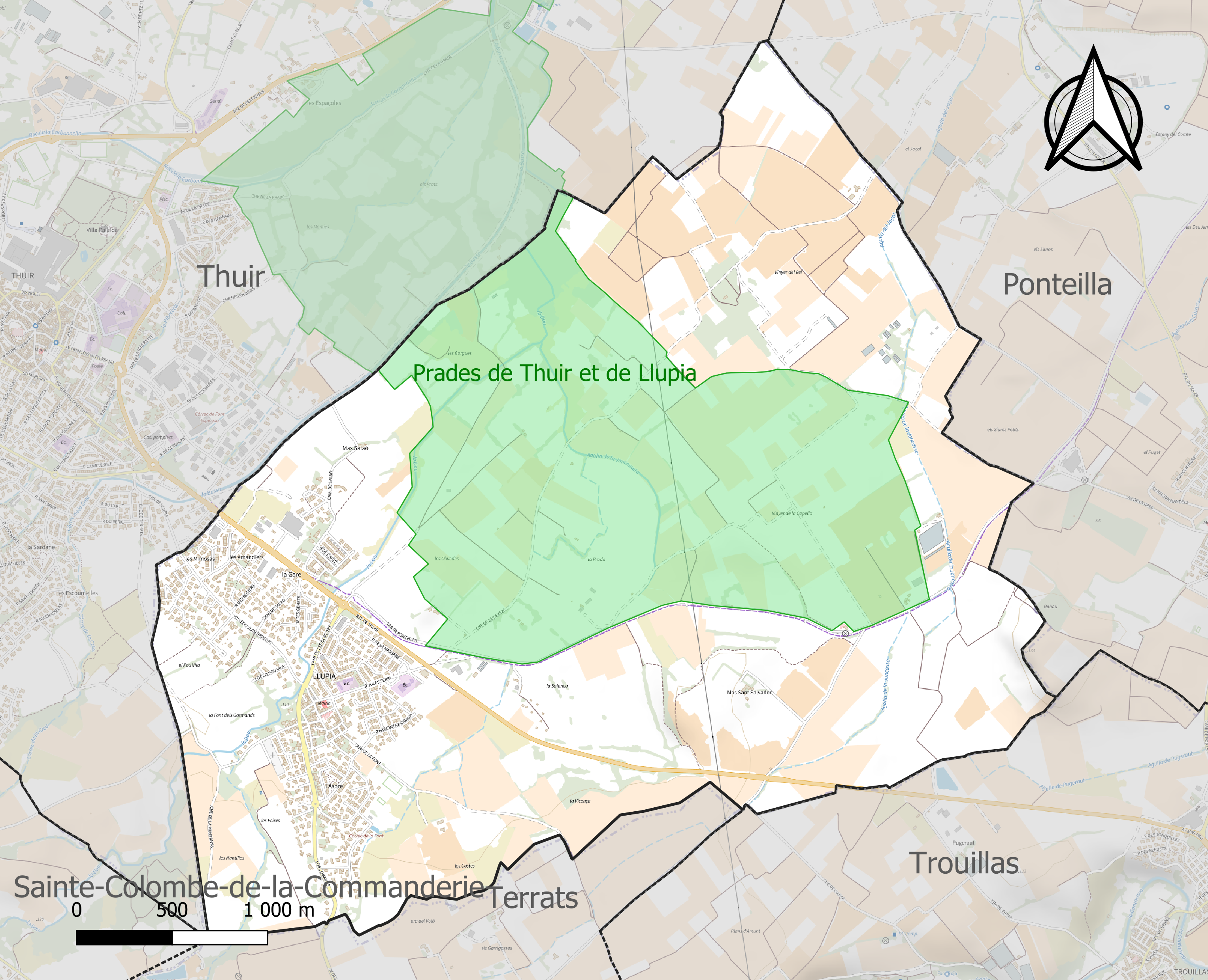
Carte de la ZNIEFF de type 1 localisée sur la commune.

L’inventaire des zones naturelles d'intérêt écologique, faunistique et floristique (ZNIEFF) a pour objectif de réaliser une couverture des zones les plus intéressantes sur le plan écologique, essentiellement dans la perspective d’améliorer la connaissance du patrimoine naturel national et de fournir aux différents décideurs un outil d’aide à la prise en compte de l’environnement dans l’aménagement du territoire.
Une ZNIEFF de type 1 est recensée sur la commune :
les « Prades de Thuir et de Llupia » (335 ha), couvrant 2 communes du département.

## Urbanisme

### Typologie
Au 1er janvier 2024, Llupia est catégorisée petite ville, selon la nouvelle grille communale de densité à sept niveaux définie par l'Insee en 2022.
Elle appartient à l'unité urbaine de Thuir, une agglomération intra-départementale regroupant trois  communes, dont elle est une commune de la banlieue,,. Par ailleurs la commune fait partie de l'aire d'attraction de Perpignan, dont elle est une commune de la couronne,. Cette aire, qui regroupe 118 communes, est catégorisée dans les aires de 200 000 à moins de 700 000 habitants,.

### Occupation des sols
L'occupation des sols de la commune, telle qu'elle ressort de la base de données européenne d’occupation biophysique des sols Corine Land Cover (CLC), est marquée par l'importance des territoires agricoles (89 % en 2018), en diminution par rapport à 1990 (91,1 %). La répartition détaillée en 2018 est la suivante : 
cultures permanentes (67,1 %), zones agricoles hétérogènes (19,8 %), zones urbanisées (10,9 %), prairies (2,1 %), zones industrielles ou commerciales et réseaux de communication (0,1 %). L'évolution de l’occupation des sols de la commune et de ses infrastructures peut être observée sur les différentes représentations cartographiques du territoire : la carte de Cassini (XVIIIe siècle), la carte d'état-major (1820-1866) et les cartes ou photos aériennes de l'IGN pour la période actuelle (1950 à aujourd'hui).

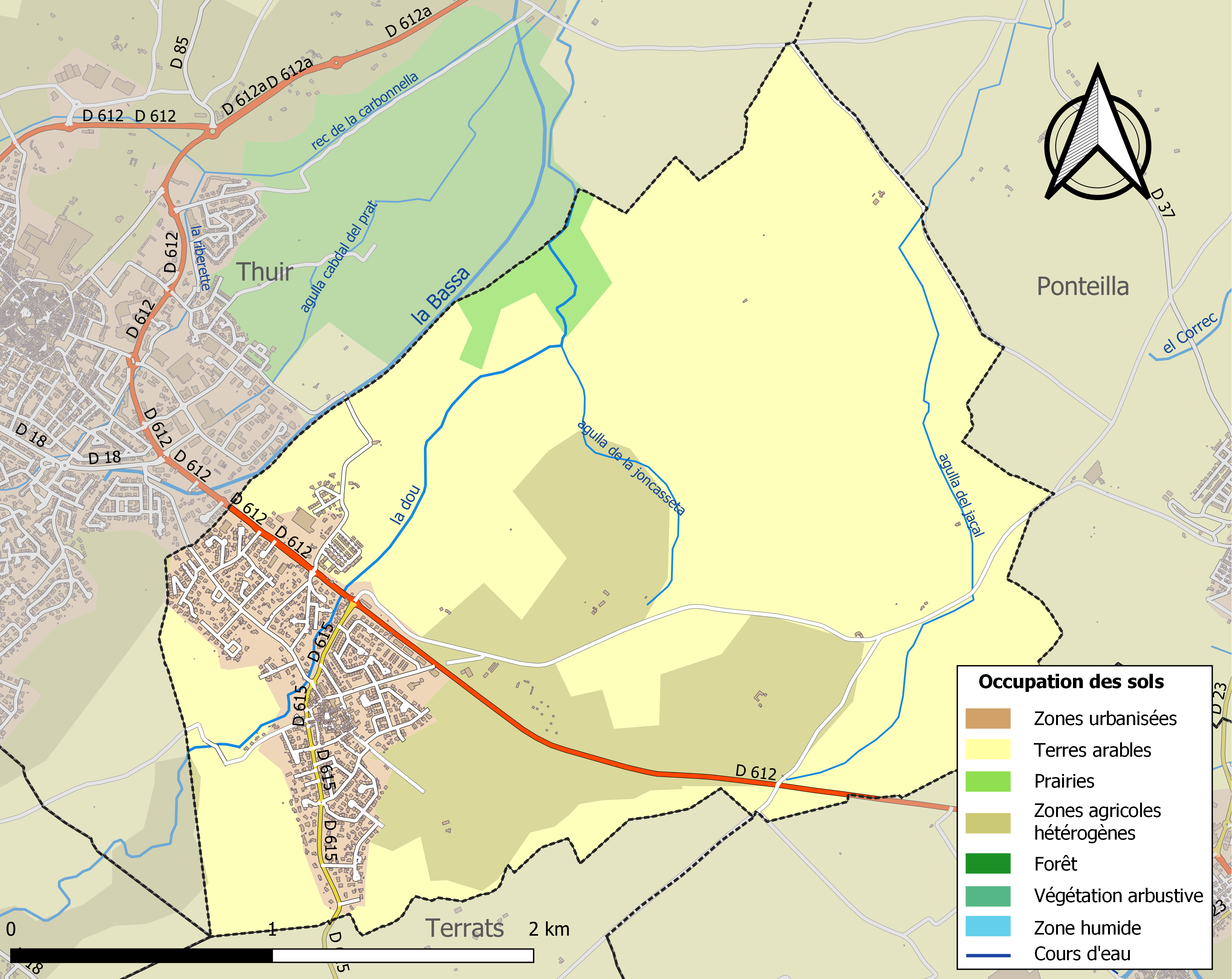
Carte des infrastructures et de l'occupation des sols de la commune en 2018 (CLC).

### Risques majeurs
Le territoire de la commune de Llupia est vulnérable à différents aléas naturels : inondations, climatiques (grand froid ou canicule), mouvements de terrains et séisme (sismicité modérée),.
Certaines parties du territoire communal sont susceptibles d’être affectées par le risque d’inondation par crue torrentielle de cours d'eau du bassin de la Têt.
Les mouvements de terrains susceptibles de se produire sur la commune sont liés au retrait-gonflement des argiles. Une cartographie nationale de l'aléa retrait-gonflement des argiles permet de connaître les sols argileux ou marneux susceptibles vis-à-vis de ce phénomène.

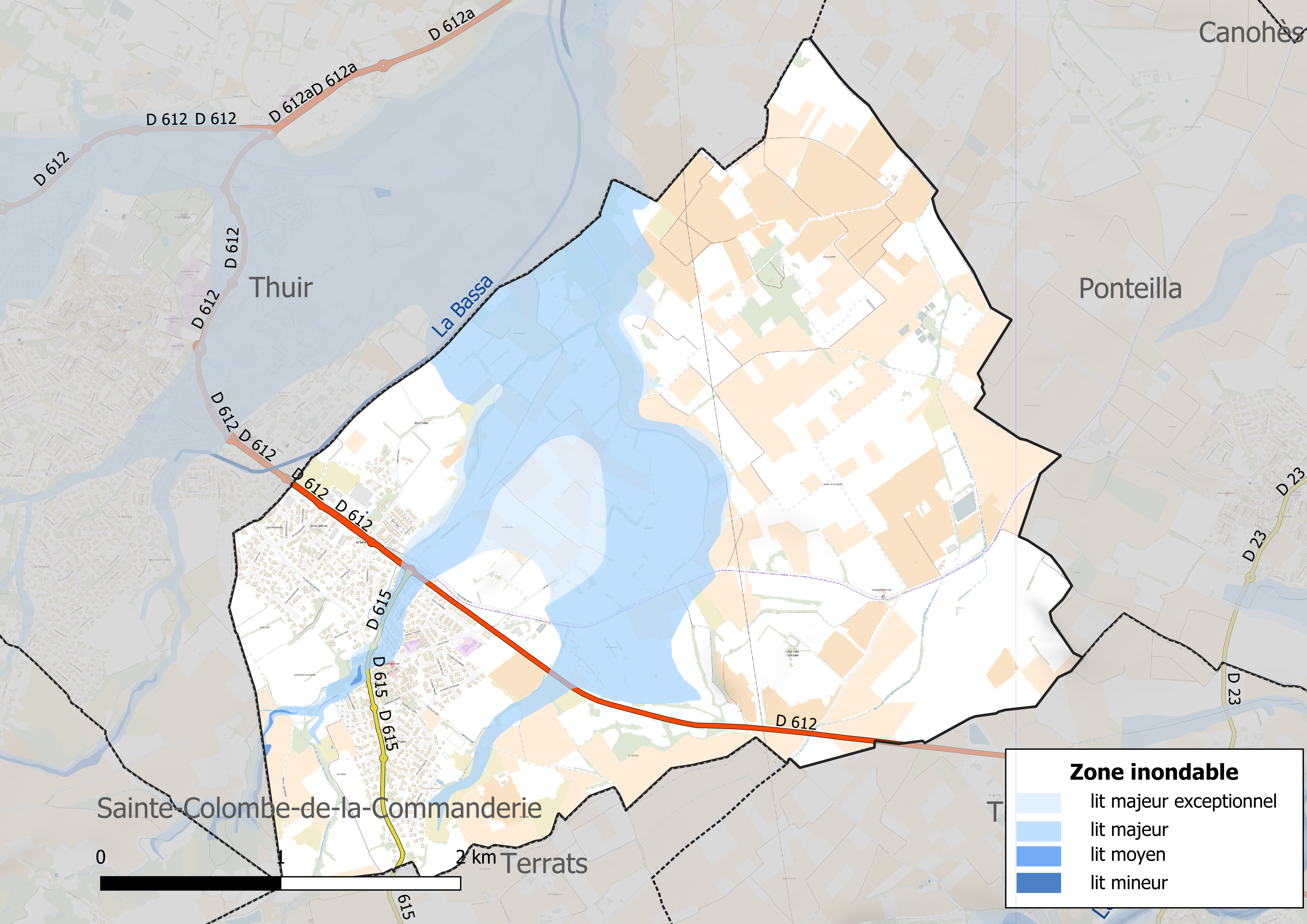
Carte des zones inondables.
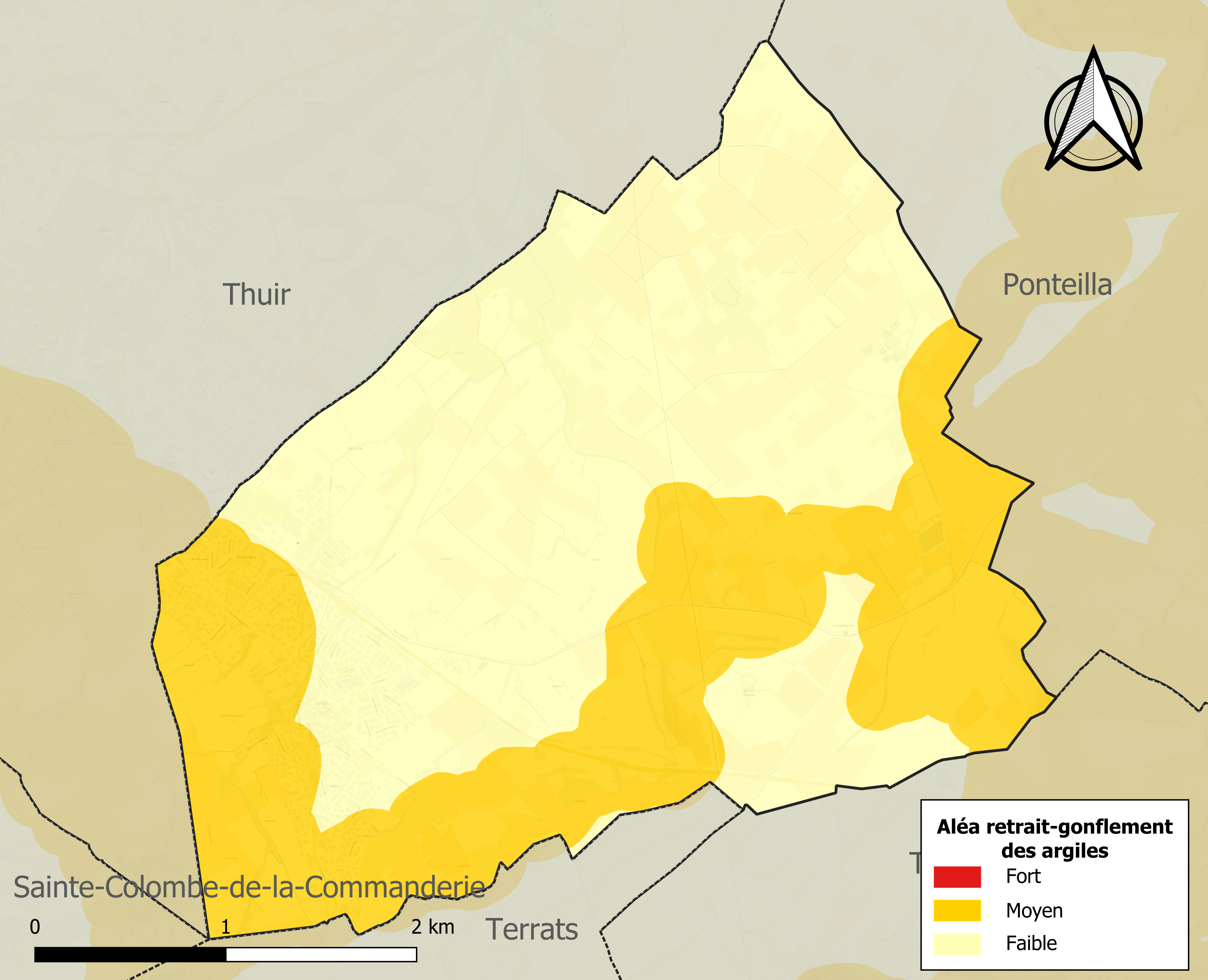
Carte des zones d'aléa retrait-gonflement des argiles.

## Toponymie
En catalan, le nom de la commune est Llupià.

## Politique et administration

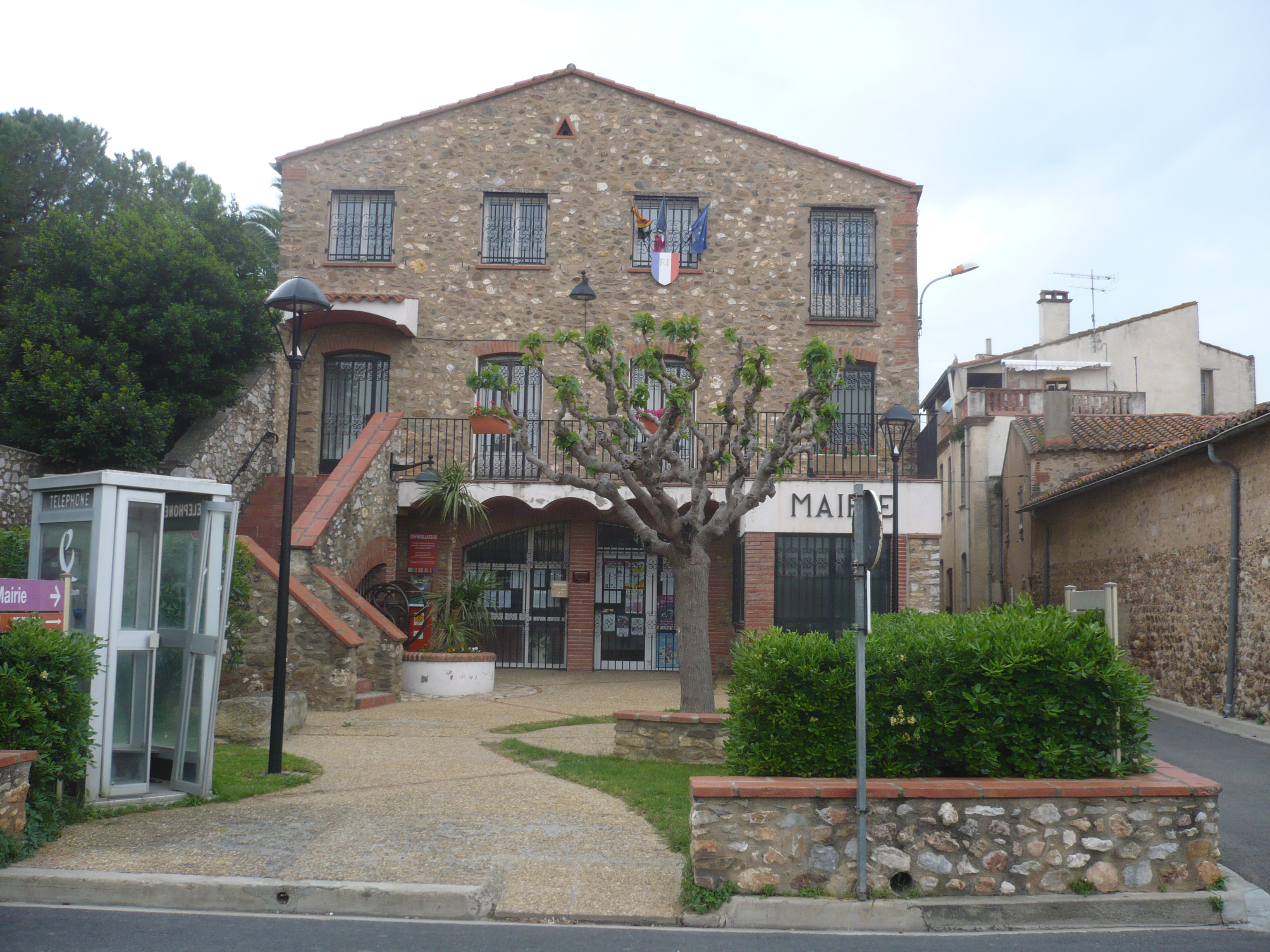
Mairie de Llupia.

À compter des élections départementales de 2015, la commune est incluse dans le nouveau canton des Aspres. Llupia fait partie de l'unité urbaine de Thuir.

### Liste des maires
| Période | Période  | Identité           | Étiquette | Qualité |
| ------- | -------- | ------------------ | --------- | ------- |
| 1800    | 1816     | Joseph Clara       |           |         |
| 1816    | 1831     | Thomas Jaubert     |           |         |
| 1831    | 1838     | Jacques Faliu      |           |         |
| 1838    | 1842     | Férréol Puig       |           |         |
| 1842    | 1848     | François Faliu     |           |         |
| 1848    | 1849     | Louis Jaubert      |           |         |
| 1849    | 1850     | Thomas Jaubert     |           |         |
| 1850    | 1871     | Louis Jaubert      |           |         |
| 1871    | 1871     | Thomas Tournet     |           |         |
| 1871    | 1874     | Pierre Tournet     |           |         |
| 1874    | 1876     | Joseph Montagut    |           |         |
| 1876    | 1876     | Michel Montagut    |           |         |
| 1876    | 1881     | Pierre Tournet     |           |         |
| 1881    | 1898     | Martin Tournet     |           |         |
| 1898    | 1904     | Bonaventure Mascle |           |         |
| 1904    | 1909     | Louis Deprade      |           |         |
| 1909    | 1912     | François Deprade   |           |         |
| 1912    | 1915     | Jean Massette      |           |         |
| 1915    | 1919     | Joseph Delibes     |           |         |
| 1919    | 1919     | Jean Massette      |           |         |
| 1919    | 1927     | Louis Jaubert      |           |         |
| 1927    | 1928     | Emmanuel Bonafos   |           |         |
| 1928    | 1942     | Louis Jaubert      |           |         |
| 1942    | 1942     | Pierre Deprade     |           |         |
| 1942    | 1945     | Augustin Janer     |           |         |
| 1945    | 1947     | Pierre Jaubert     |           |         |
| 1947    | 1960     | René Batlle        |           |         |
| 1960    | 1977     | Pierre Jaubert     |           |         |
| 1977    | 1983     | Maurice Sarrahy    |           |         |
| 1983    | 1987     | Francis Passet     |           |         |
| 1987    | 1995     | Monique Munna      |           |         |
| 1995    | En cours | Roger Rigall,      | SE        |         |

## Population et société

### Démographie ancienne
La population est exprimée en nombre de feux (f) ou d'habitants (H).
| 1365 | 1378 | 1470 | 1515 | 1553 | 1643 | 1709 | 1720 | 1730 |
| ---- | ---- | ---- | ---- | ---- | ---- | ---- | ---- | ---- |
| 18 f | 16 f | 10 f | 11 f | 7 f  | 11 f | 24 f | 30 f | 36 f |

| 1767  | 1774  | 1789 | - | - | - | - | - | - |
| ----- | ----- | ---- | - | - | - | - | - | - |
| 215 H | 184 H | 50 f | - | - | - | - | - | - |

### Démographie contemporaine
L'évolution du nombre d'habitants est connue à travers les recensements de la population effectués dans la commune depuis 1793. Pour les communes de moins de 10 000 habitants, une enquête de recensement portant sur toute la population est réalisée tous les cinq ans, les populations de référence des années intermédiaires étant quant à elles estimées par interpolation ou extrapolation. Pour la commune, le premier recensement exhaustif entrant dans le cadre du nouveau dispositif a été réalisé en 2005.

En 2022, la commune comptait 2 169 habitants, en évolution de +11,06 % par rapport à 2016 (Pyrénées-Orientales : +3,92 %, France hors Mayotte : +2,11 %).
| 1793 | 1800 | 1806 | 1821 | 1831 | 1836 | 1841 | 1846 | 1851 |
| ---- | ---- | ---- | ---- | ---- | ---- | ---- | ---- | ---- |
| 216  | 250  | 263  | 296  | 311  | 270  | 281  | 276  | 278  |

| 1856 | 1861 | 1866 | 1872 | 1876 | 1881 | 1886 | 1891 | 1896 |
| ---- | ---- | ---- | ---- | ---- | ---- | ---- | ---- | ---- |
| 232  | 235  | 257  | 265  | 258  | 319  | 265  | 308  | 293  |

| 1901 | 1906 | 1911 | 1921 | 1926 | 1931 | 1936 | 1946 | 1954 |
| ---- | ---- | ---- | ---- | ---- | ---- | ---- | ---- | ---- |
| 297  | 295  | 304  | 341  | 284  | 265  | 281  | 278  | 271  |

| 1962 | 1968 | 1975 | 1982 | 1990  | 1999  | 2005  | 2006  | 2010  |
| ---- | ---- | ---- | ---- | ----- | ----- | ----- | ----- | ----- |
| 277  | 282  | 399  | 931  | 1 253 | 1 734 | 1 797 | 1 792 | 1 948 |

| 2015  | 2020  | 2022  | - | - | - | - | - | - |
| ----- | ----- | ----- | - | - | - | - | - | - |
| 1 964 | 2 141 | 2 169 | - | - | - | - | - | - |

| selon la population municipale des années : | 1968 | 1975 | 1982 | 1990 | 1999 | 2006 | 2009 | 2013 |
| Rang de la commune dans le département      | 107  | 98   | 71   | 64   | 56   | 58   | 56   | 56   |
| Nombre de communes du département           | 232  | 217  | 220  | 225  | 226  | 226  | 226  | 226  |

### Manifestations culturelles et festivités
- Fête patronale : 21 décembre[32] ;
- Fête communale : 8 septembre[32].

## Économie

### Revenus
En 2018, la commune compte 875 ménages fiscaux, regroupant 2 038 personnes. La médiane du revenu disponible par unité de consommation est de 22 160 € (19 350 € dans le département). 50 % des ménages fiscaux sont imposés (42,1 % dans le département).

### Emploi
|                | 2008   | 2013   | 2018   |
| -------------- | ------ | ------ | ------ |
| Commune        | 6,6 %  | 10 %   | 10 %   |
| Département    | 10,3 % | 12,9 % | 13,3 % |
| France entière | 8,3 %  | 10 %   | 10 %   |

En 2018, la population âgée de 15 à 64 ans s'élève à 1 149 personnes, parmi lesquelles on compte 75 % d'actifs (65,1 % ayant un emploi et 10 % de chômeurs) et 25 % d'inactifs,. En  2018, le taux de chômage communal (au sens du recensement) des 15-64 ans est inférieur à celui du département, mais supérieur à celui de la France, alors qu'en 2008 il était inférieur à celui de la France.
La commune fait partie de la couronne de l'aire d'attraction de Perpignan, du fait qu'au moins 15 % des actifs travaillent dans le pôle,. Elle compte 261 emplois en 2018, contre 313 en 2013 et 254 en 2008. Le nombre d'actifs ayant un emploi résidant dans la commune est de 756, soit un indicateur de concentration d'emploi de 34,5 % et un taux d'activité parmi les 15 ans ou plus de 51 %.
Sur ces 756 actifs de 15 ans ou plus ayant un emploi, 104 travaillent dans la commune, soit 14 % des habitants. Pour se rendre au travail, 90,7 % des habitants utilisent un véhicule personnel ou de fonction à quatre roues, 1,5 % les transports en commun, 5,6 % s'y rendent en deux-roues, à vélo ou à pied et 2,2 % n'ont pas besoin de transport (travail au domicile).

### Activités hors agriculture

#### Secteurs d'activités
122 établissements sont implantés  à Llupia au 31 décembre 2019. Le tableau ci-dessous en détaille le nombre par secteur d'activité et compare les ratios avec ceux du département,.
| Secteur d'activité                                                                                        | Commune | Commune | Département |
| Secteur d'activité                                                                                        | Nombre  | %       | %           |
| --- | ------- | ------- | ----------- |
| Ensemble                                                                                                  | 122     | 100 %   | (100 %)     |
| Industrie manufacturière, industries extractives et autres                                                | 16      | 13,1 %  | (8,7 %)     |
| Construction                                                                                              | 29      | 23,8 %  | (14,3 %)    |
| Commerce de gros et de détail, transports, hébergement et restauration                                    | 31      | 25,4 %  | (30,5 %)    |
| Information et communication                                                                              | 1       | 0,8 %   | (1,9 %)     |
| Activités financières et d'assurance                                                                      | 1       | 0,8 %   | (3 %)       |
| Activités immobilières                                                                                    | 6       | 4,9 %   | (6,2 %)     |
| Activités spécialisées, scientifiques et techniques et activités de services administratifs et de soutien | 12      | 9,8 %   | (13 %)      |
| Administration publique, enseignement, santé humaine et action sociale                                    | 11      | 9 %     | (13,9 %)    |
| Autres activités de services                                                                              | 15      | 12,3 %  | (8,5 %)     |

Le secteur du commerce de gros et de détail, des transports, de l'hébergement et de la restauration est prépondérant sur la commune puisqu'il représente 25,4 % du nombre total d'établissements de la commune (31 sur les 122 entreprises implantées  à Llupia), contre 30,5 % au niveau départemental.

#### Entreprises et commerces
Les cinq entreprises ayant leur siège social sur le territoire communal qui génèrent le plus de chiffre d'affaires en 2020 sont : 
- Salao, supermarchés (14 066 k€)
- Farines TP, travaux de terrassement spécialisés ou de grande masse (3 664 k€)
- Pyrenees-Environnement, travaux de maçonnerie générale et gros œuvre de bâtiment (107 k€)
- Agence Diagnostic Immobilier, analyses, essais et inspections techniques (103 k€)
- Au Miroir D'helene, soins de beauté (13 k€)

### Agriculture
La commune est dans la « plaine du Roussillon », une petite région agricole occupant la bande côtière et une grande partie centrale du département des Pyrénées-Orientales. En 2020, l'orientation technico-économique de l'agriculture  sur la commune est la polyculture et/ou le polyélevage.
|               | 1988 | 2000 | 2010 | 2020 |
| ------------- | ---- | ---- | ---- | ---- |
| Exploitations | 39   | 24   | 13   | 11   |
| SAU (ha)      | 358  | 273  | 97   | 67   |

Le nombre d'exploitations agricoles en activité et ayant leur siège dans la commune est passé de 39 lors du recensement agricole de 1988  à 24 en 2000 puis à 13 en 2010 et enfin à 11 en 2020, soit une baisse de 72 % en 32 ans. Le même mouvement est observé à l'échelle du département qui a perdu pendant cette période 73 % de ses exploitations,. La surface agricole utilisée sur la commune a également diminué, passant de 358 ha en 1988 à 67 ha en 2020. Parallèlement la surface agricole utilisée moyenne par exploitation a baissé, passant de 9 à 6 ha.

## Culture locale et patrimoine

### Monuments et lieux touristiques
- Église Saint-Thomas de Llupia : église paroissiale de la commune, cet édifice roman date sans doute de la deuxième moitié du XIe siècle[38], mais a été fortement remanié depuis, notamment au XIVe siècle et au XVIIIe siècle[39] ;
- Église Sainte-Marie de Vilarmila : église romane à nef unique, sans doute du XIe siècle[38].

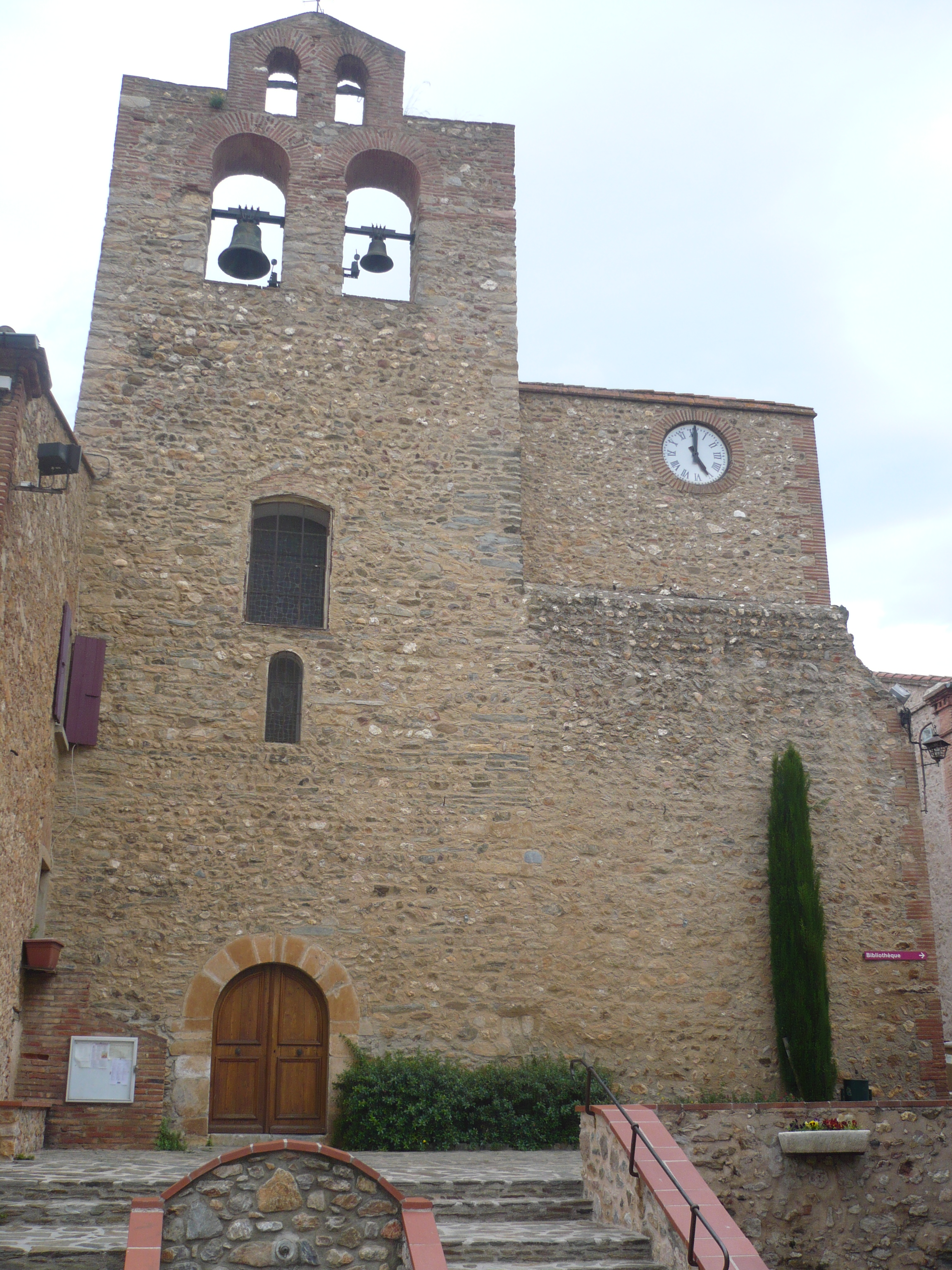
Église Saint-Thomas de Llupia.
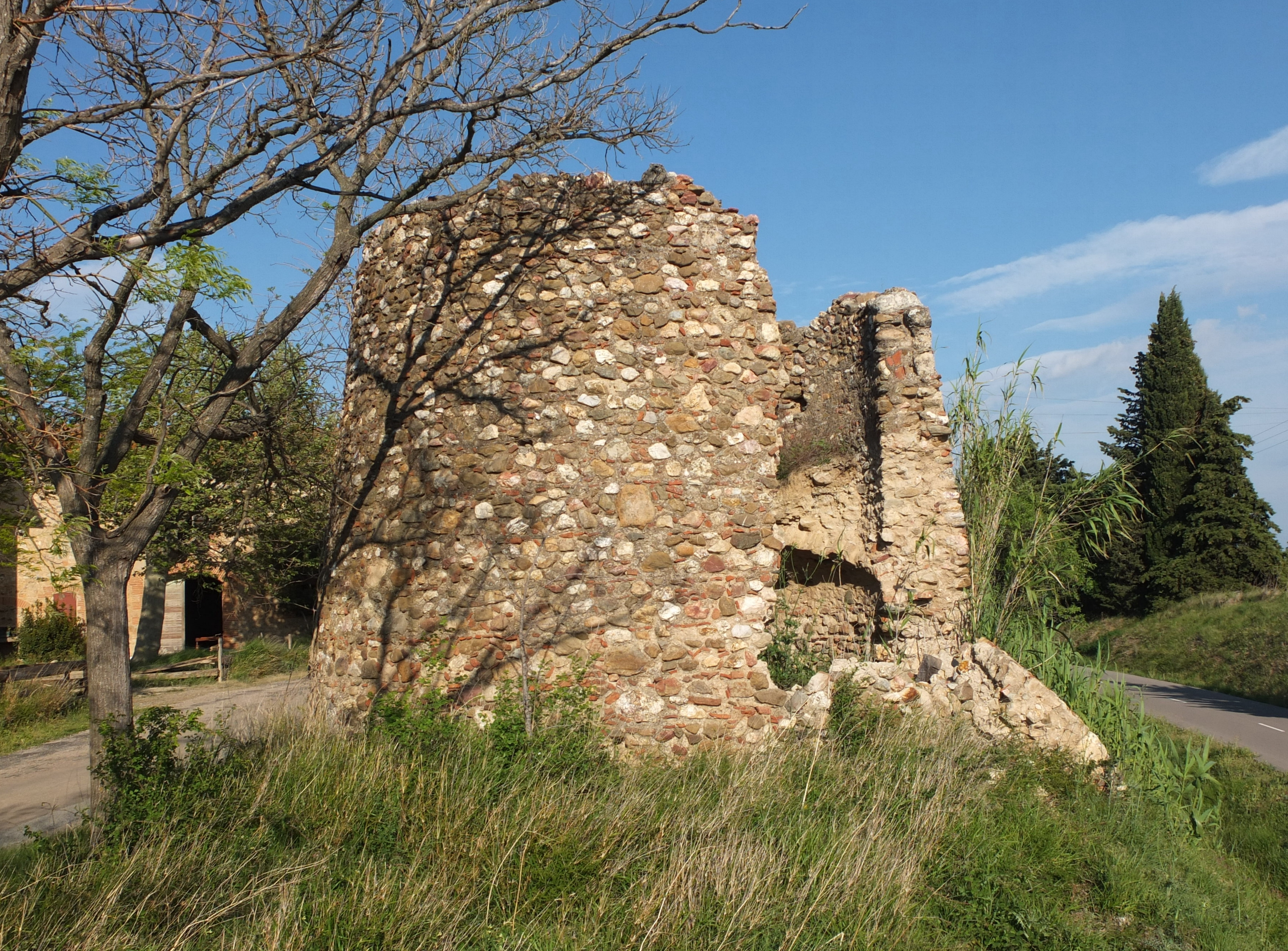
Hameau de Vilarmila.
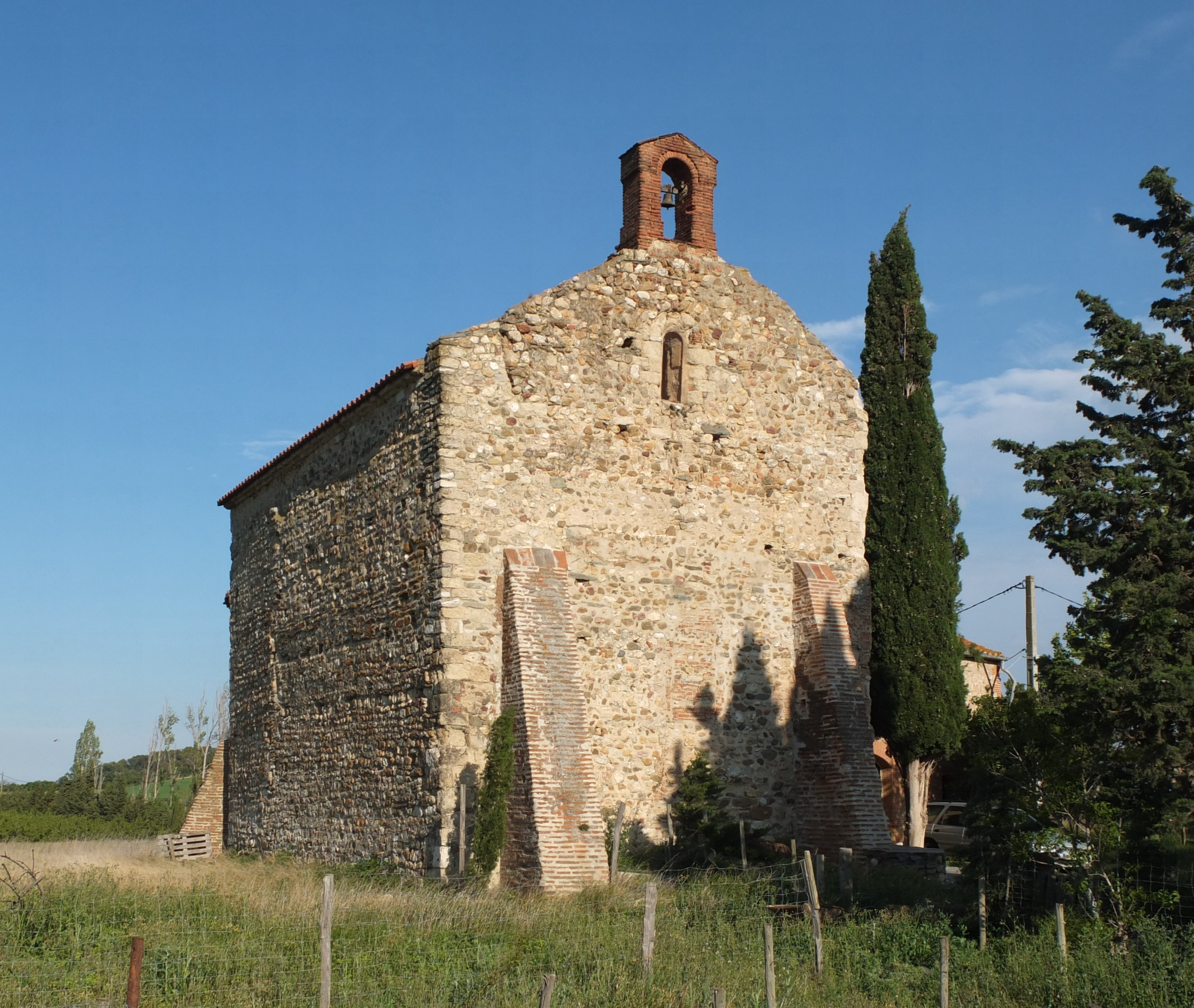
Église Sainte-Marie de Vilarmila.

### Équipements culturels
- Espace associatif et culturel ;
- Bibliothèque municipale.

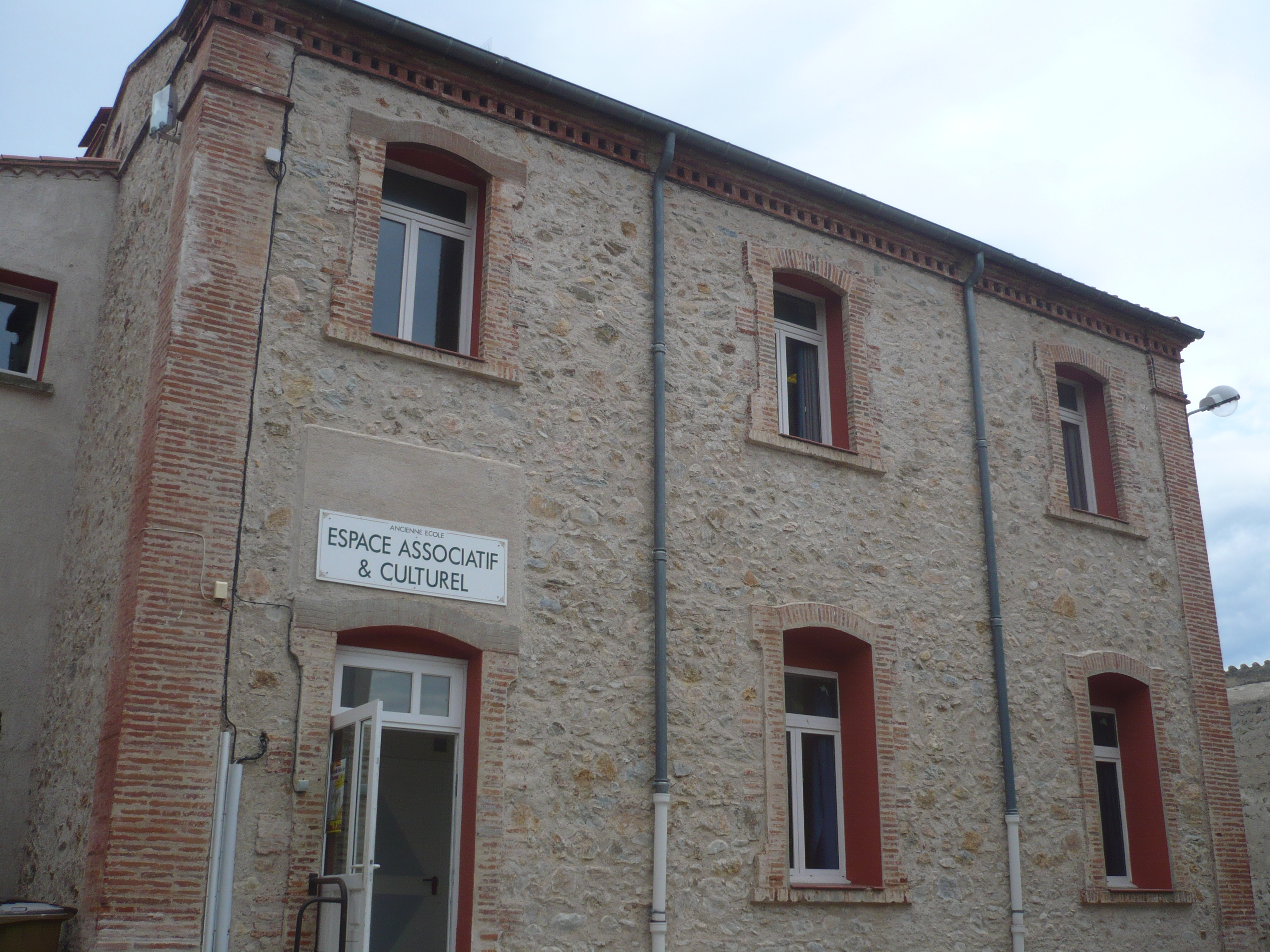
Espace associatif et culturel.
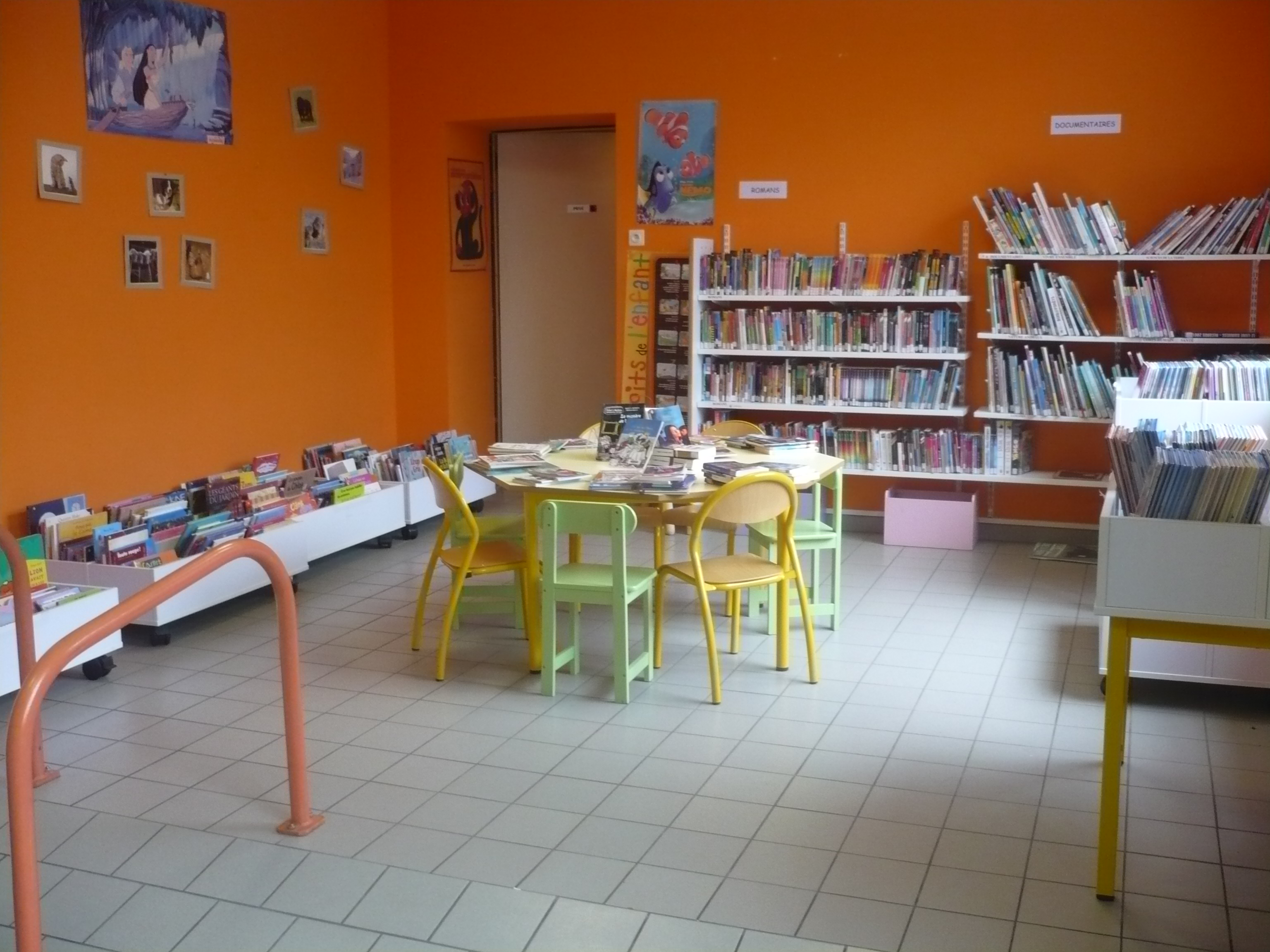
Espace jeunesse de la bibliothèque.
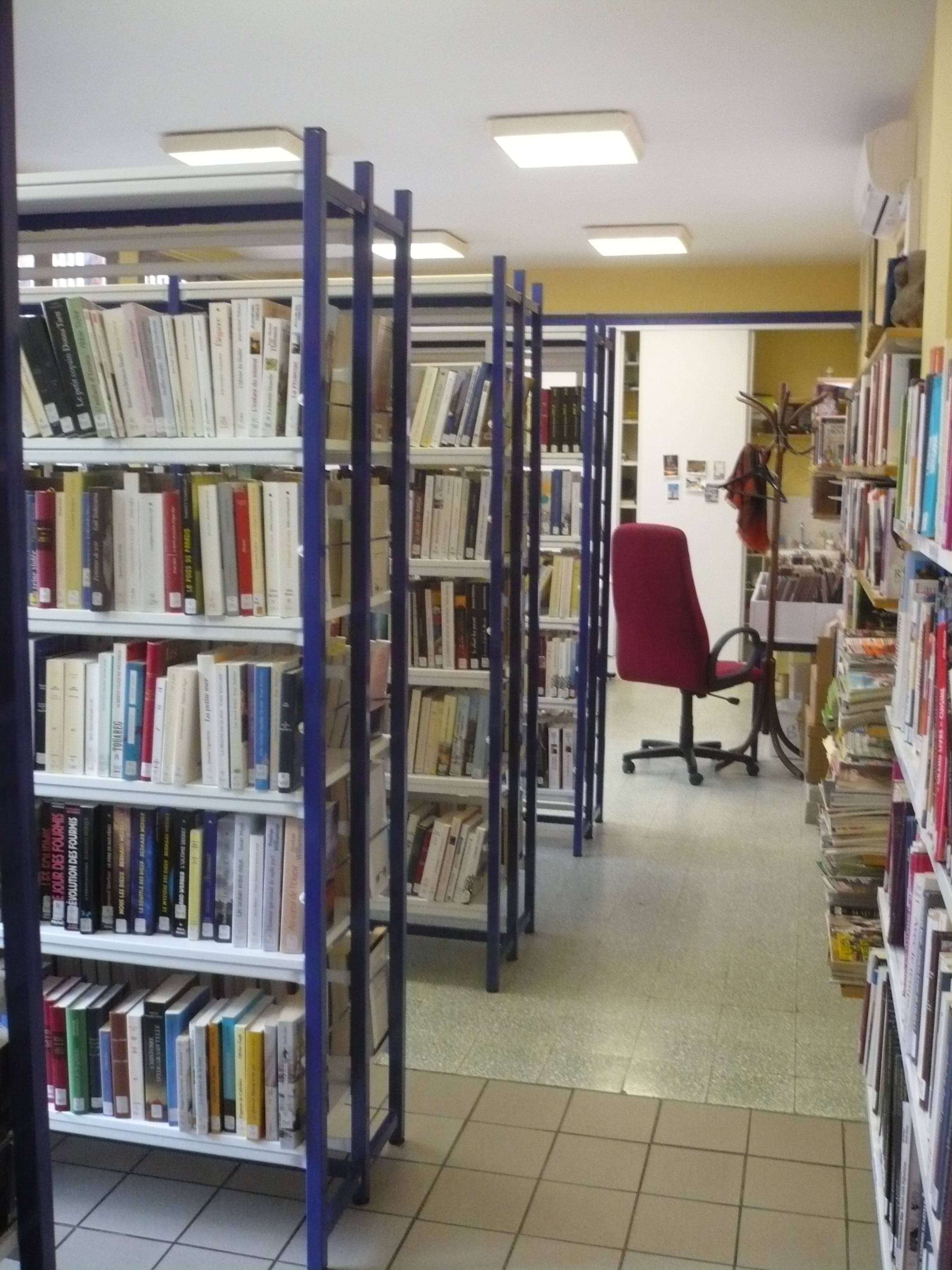
Rayonnages de la bibliothèque.

### Héraldique
| Armes de Llupia | Les armes peuvent se blasonner ainsi : D'or à la croix cléchée, vidée et pommetée de douze pièces de gueules, à la filière du même (croix occitane). |